# Afrikaanse berglijster
De Afrikaanse berglijster (Turdus abyssinicus) is een zangvogel uit de familie lijsters (Turdidae).

## Verspreiding en leefgebied
Deze soort komt voor in oostelijk Afrika van noordelijk Eritrea tot zuidelijk Mozambique en telt 7 ondersoorten:
- T. a. abyssinicus: van Eritrea en Ethiopië tot noordelijk, westelijk en centraal Kenia, uiterst noordelijk Tanzania, noordelijk Oeganda en Soedan.
- T. a. deckeni: van noordelijk tot noordoostelijk Tanzania.
- T. a. oldeani: het noordelijke deel van Centraal-Tanzania.
- T. a. bambusicola: van oostelijk Congo-Kinshasa tot zuidwestelijk Oeganda en noordwestelijk Tanzania.
- T. a. baraka: Nationaal park Virunga in oostelijk Congo-Kinshasa en zuidwestelijk Oeganda.
- T. a. nyikae: oostelijk en zuidelijk Tanzania, noordelijk Malawi en noordoostelijk Zimbabwe.
- T. a. milanjensis: zuidelijk Malawi en noordwestelijk Mozambique.